# ヤクオー
株式会社ヤクオーは、医薬品・衛生材料・化粧品の卸売を中心とする日本の企業であった。現在はスズケングループの一社アスティスである。医薬品の卸売手。

## 沿革
- 1961年（昭和36年）10月3日 - 厚生薬品株式会社高知支店より独立し資本金200万円で株式会社高知厚生を設立
- 1982年（昭和57年）6月 - 株式会社ハザマ共栄堂薬房（高知市北本町1-12-6）と合併し株式会社コーエイを設立
- 1993年（平成5年）4月 - 和光薬業（高知市桟橋通2-7-17）と合併し株式会社ヤクオーを設立
- 2000年（平成12年）4月 - 株式会社エイワおよび神原薬業株式会社と合併し、株式会社アスティスとなる[1]。

## 所在地
高知県高知市南久保62

## 営業所
- 高知県:高知市・安芸市・宿毛市

## 主な取引メーカー
- 三共
- 第一製薬
- 藤沢薬品
- 田辺製薬
- 中外製薬
- 萬有製薬

## 備考
- 高知厚生・・・三共・中外製薬・明治製菓・藤沢薬品
  - 営業所・・高知市・中村市
- ハザマ共栄堂薬房・・・田辺製薬・ファイザー・エーザイ・扶桑薬品・小野薬品
  - 営業所・・高知市・中村市
- 和光薬業・・・藤沢薬品・第一製薬・萬有製薬・日本新薬・小野薬品・持田製薬・富山化学
  - 営業所・・高知市・中村市・安芸市・室戸市・土佐清水市・宿毛市・高岡郡